# ميثوتركسيت
ميثوتركسيت (بالإنجليزية: Methotrexate)‏، المعروف سابقًا باسم أميثوترين amethopterin، هو علاج كيميائي وأحد مثبطات جهاز المناعة. يستخدم الميثوتركسيت لعلاج السرطان، وأمراض المناعة الذاتية، والحمل خارج الرحم، وللإجهاض الطبي. تشمل أنواع السرطانات التي يستخدم الميثوتركسيت لعلاجها سرطان الثدي، واللوكيميا، وسرطان الرئة، الليمفوما وساركوما العظام. كما تشمل أنواع أمراض المناعة الذاتية التي يستخدم الميثوتركسيت لعلاجها الصدفية والتهاب المفاصل الروماتويدي ومرض كرون. يمكن أن يُعطى عن طريق الفم أو عن طريق الحقن.
تشمل الآثار الجانبية الشائعة الغثيان والشعور بالتعب والحمى وزيادة خطر العدوى وانخفاض عدد خلايا الدم البيضاء، والتهاب مخاطية الفم. قد تشمل الآثار الجانبية الأخرى مرض الكبد، وأمراض الجهاز التنفسي، والليمفوما، والطفح الجلدي الشديد. يجب فحص الأشخاص الذين يخضعون للعلاج لفترة طويلة للتأكد من الآثار الجانبية. كما يعتبر العلاج غير آمنًا أثناء الرضاعة الطبيعية. قد تكون هناك حاجة إلى تقليل الجرعات في المرضى الذين يعانون من مشاكل في الكلى. يعمل الميثوتريكسيت عن طريق منع استخدام الجسم لحمض الفوليك.
تم صنع الميثوتريكسات لأول مرة في عام 1947 ودخل في البداية للاستخدام الطبي لعلاج السرطان، حيث كان أقل سميةً من العلاجات الحالية. وفي عام 1956 قُدِّم كأول علاج للسرطان المستشري. يُصنف الميثوتريكسيت ضمن قائمة الأدوية الأساسية لمنظمة الصحة العالمية، ويعتبر أحد الأدوية الأكثر فعالية ذو درجة أمان مطلوبة في النظام الصحي. يتوفر الميثوتريكسات كدواء مكافئ. تبلغ تكلفة الجملة لانتاج الميثوتريكسيت اعتبارًا من عام 2014 في دول العالم النامي ما بين 0.06 دولار و 0.36 دولار في اليوم للنموذج المأخوذ بالفم. في الولايات المتحدة، يكلف الشهر النموذجي للمعالجة من 25 إلى 50 دولارًا

## تاريخ الدواء

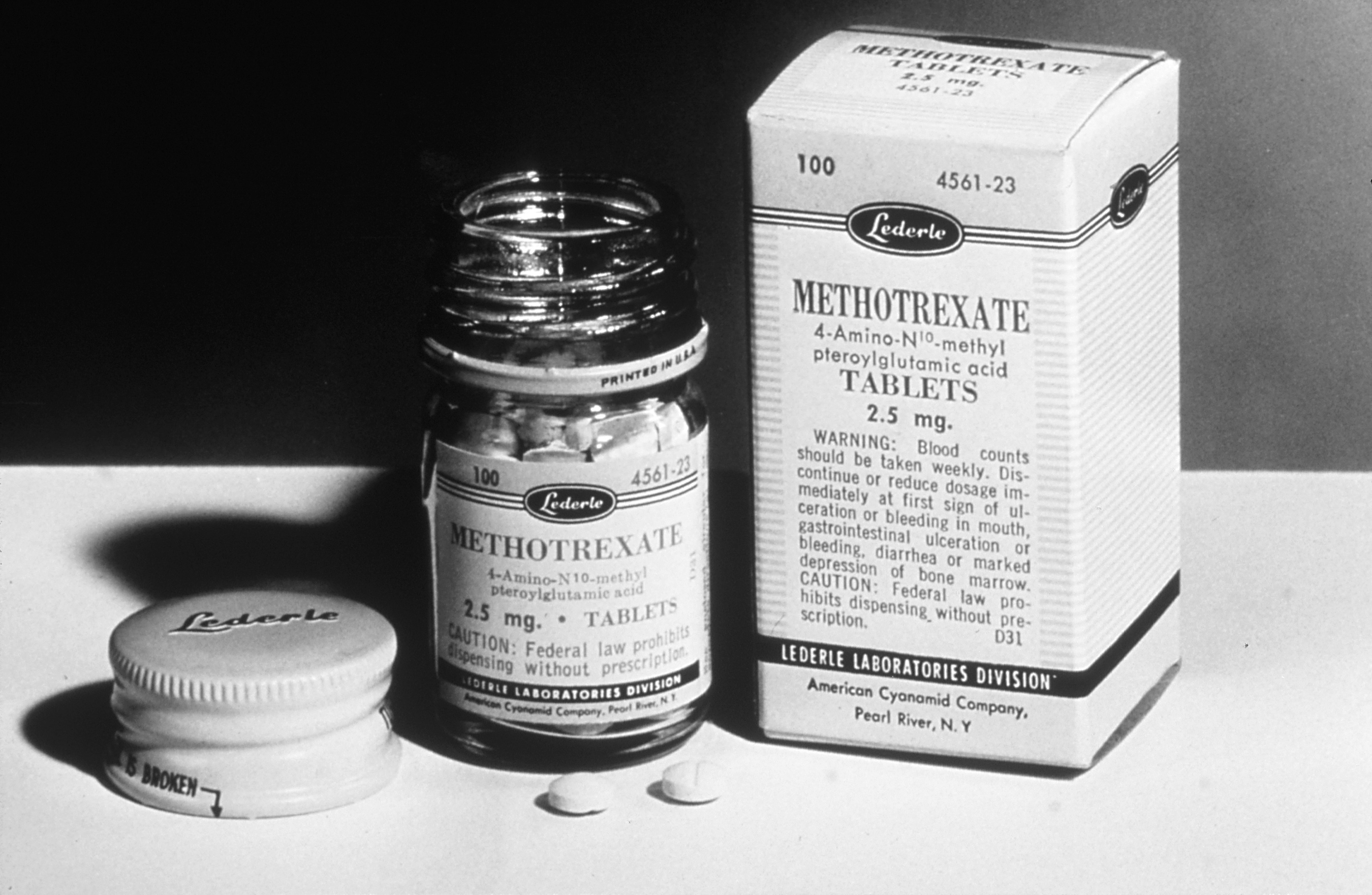
تظهر الصورة زجاجة مفتوحة من عقار الميثوتريكسيت - واحد من أول عقاقير العلاج الكيميائي المستخدمة في أوائل الخمسينات.

أظهر فريق من الباحثين بقيادة سيدني فاربر في عام 1947 أن الأمينوترين، وهو مادة كيميائية تماثلية لحمض الفوليك طورها ييلابراجادا سوبارو من ليديرل Yellapragada Subbarao of Lederle، يمكن أن تحفز شفاء الأطفال الذين يعانون من لوكيميا الأرومة اللمفاوية الحادة. لقد كان تطوير نظائر حمض الفوليك مدعومًا باكتشاف أن أيض حمض الفوليك قد ساهم في الإصابة بسرطان الدم، وأن النظام الغذائي الذي يعاني من نقص حمض الفوليك يمكن، على العكس، أن يحدث تحسنًا. ولم تكن آلية العمل وراء هذه التأثيرات مجهولة في ذلك الوقت. كانت هناك نظائر أخرى لحمض الفوليك قيد التطوير، وبحلول عام 1950، تم اقتراح الميثوتريكسيت (المعروف آنذاك باسم أمينوترين) علاجًا لسرطان الدم. أظهرت الدراسات التي أجريت على الحيوانات في عام 1956 أن المؤشر العلاجي للميثوتريكسيت كان أفضل من ذلك الخاص بالأمينوترين، وبالتالي تم التخلي عن الاستخدام السريري للأمينوترين لصالح الميثوتريكسيت.
في عام 1951، قامت جاين سي رايت استخدام الميثوتريكسيت في الأورام الصلبة، مما أدى إلى شفاء سرطان الثدي. كانت مجموعة رايت هي أول من قام باستخدام الدواء في الأورام الصلبة، مقابل اللوكيميا، وهو أحد أورام الأنسجة المكونة للدم والأنسجة الليمفاوية. قام مين تشيو لي والمتعاونون معه بعد ذلك باستخدام الميثوتريكسيت لشفاء النساء المصابات بسرطان المشيمية وأورام الغدد الصماء في عام 1956، وفي عام 1960، قامت رايت وآخرون باستخدام الميثوتريكسيت في علاج الفطار الفطراني.

## وصلات خارجية
- Chembank مدخل إلى الميثوتركسيت
- ميثوتركسيت مقالة من موقع NIH
- حقن الميثوتركسيت مقالة من موقع NIH
- تثقيف المرضى - ميثوتركسيت من الكلية الأمريكية لأمراض المفاصل